# Bohdaniszki (rejon oszmiański)
Bohdaniszki (biał. Багданішкі; ros. Богданишки) – wieś na Białorusi, w obwodzie grodzieńskim, w rejonie oszmiańskim, w sielsowiecie Nowosiółki.

## Historia
W czasach zaborów dwa folwarki w powiecie oszmiańskim, w guberni wileńskiej Imperium Rosyjskiego.
W latach 1921–1945 folwarki Bohdaniszki I i Bohdaniszki II leżały w Polsce, w województwie wileńskim, w powiecie oszmiańskim, w gminie miejskiej Oszmiana.
W 1931 Bohdaniszki I w 2 domach zamieszkiwało 15 osoby.
W 1931 Bohdaniszki II w 1 domu zamieszkiwała 1 osoba.
W wyniku napaści ZSRR na Polskę we wrześniu 1939 miejscowość znalazła się pod okupacją sowiecką. 2 listopada została włączona do Białoruskiej SRR. Od czerwca 1941 roku pod okupacją niemiecką. W 1944 miejscowość została ponownie zajęta przez wojska sowieckie i włączona do Białoruskiej SRR.
Od 1991 w składzie niepodległej Białorusi.